# 22. Division (Japanisches Kaiserreich)
Die 22. Division (jap. 第22師団, Dai-nijū-ni Shidan) war eine Division des Kaiserlich Japanischen Heeres, die 1938 aufgestellt und 1945 aufgelöst wurde. Ihr Tsūshōgō-Code (militärischer Tarnname) war Ebene-Division (原兵団, Hara-heidan) bzw. Hara 7930 bzw. Hara 7949.

## Geschichte der Einheit
Die Division wurde am 4. April 1938 unter dem Kommando von Generalleutnant Dobashi Ichiji als Triangulare Division im von Japan besetzten Teil Chinas aufgestellt und bestand hauptsächlich aus der 22. Infanterie-Brigade (84., 85. und 86. Regiment) sowie der 22. Tanketten-Kompanie, dem 52. Gebirgsartillerie-Regiment und dem 22. Pionier- und Transport-Regiment.

### Zweiter Japanisch-Chinesischer Krieg
Im Zweiten Japanisch-Chinesischen Krieg nahm die 22. Division als Teil der 11. Armee an der Schlacht um Wuhan (11. Juni 1938 bis 27. Oktober 1938) teil, in der ca. 350.000 Japaner einer Streitmacht der Nationalrevolutionären Armee von über 1 Million Mann gegenüberstanden. Die Kampfhandlungen endeten mit einem japanischen Pyrrhussieg mit knapp über 100.000 Mann Verlusten. Danach wurde die Division nach Kanton verlegt, wo sie bis 1944 blieb und hauptsächlich für Sicherungsaufgaben eingeteilt war.

### Pazifikkrieg
Im Juni 1944 wurde die 22. Division per Schiffstransport nach Hongkong verlegt. Der die Division transportierende Konvoi TA-406 verließ Shanghai am 24. Juni und machte Zwischenstopp in Takao auf Formosa. Auf der Weiterfahrt wurde der Konvoi am 3. Juli 1944 vom amerikanischen U-Boot USS Seahorse angegriffen. Dabei konnte die USS Seahorse die Nitto Maru versenken, die mit 541 Mann der 22. Division unterging.
Der Rest der Division stieß zur 18. Regionalarmee in Thailand, die der in Burma vordringenden Britischen Armee Widerstand leistete.
Die 22. Division wurde im September 1945 in Thailand aufgelöst.

## Gliederung
Im August 1938 erfolgte die Aufstellung als Triangulare Typ B „Standard“ Division wie folgt:
- 22. Infanterie-Divisions-Stab (350 Mann)
  - 22. Infanterie-Brigade-Stab (100 Mann)
    - 84. Infanterie-Regiment (3275 Mann)
    - 85. Infanterie-Regiment (3275 Mann)
    - 86. Infanterie-Regiment (3275 Mann)

  - 22. Tanketten-Kompanie (ca. 100 Mann)
  - 52. Gebirgsartillerie-Regiment (2100 Mann; 36 Typ 41 75-mm-Gebirgsgeschütze)
  - 22. Pionier-Regiment (ca. 1400 Mann)
  - 22. Fernmelde-Einheit (ca. 240)
  - 22. Transport-Regiment (ca. 2000 Mann)
  - 22. Versorgungs-Kompanie (ca. 200 Mann)
  - 22. Sanitäts-Verband (ca. 1500 Mann)
  - 22. Feldhospital (Ein Feldhospital mit 850 Mann)
  - 22. Wasserversorgungs- und -aufbereitungs-Einheit (ca. 235 Mann)
  - 22. Veterinär-Hospital (ca. 200 Mann)

Gesamtstärke: ca. 19.910 Mann

## Führung
Divisionskommandeure
- Dobashi Ichiji, Generalleutnant: (4. April ?) 15. Juli 1938 bis 1. März 1941
- Ota Katsumi, Generalleutnant: 1. März 1941 bis 2. März 1942
- Okido Sanji, Generalleutnant: 2. März 1942 bis 9. November 1942
- Isoda Saburo, Generalleutnant: 10. November 1942 bis 7. Januar 1944
- Hirata  Masachika, Generalleutnant: 7. Januar 1944 – September 1945